# イキシア
イキシア、イクシャ (Ixia) は、アヤメ科イキシア属（ヤリズイセン属）の植物の総称である。日本では、この属に属す園芸植物を指すことが多い。

## 属名の由来
古いギリシャ語で、「鳥もち」の意味からとされる。茎や葉を傷つけると出てくる液が、ねばねばしていることによる。

## 特徴
原種は50種あまり知られているが、すべて南アフリカ、特にケープタウン付近の原産である。現在イキシアとして栽培されるものは、ほとんどがこれらの交配種である。
球茎は、直径2cmほどのらっきょうのような形である。葉は剱状で、基部と茎にあわせて数枚つく。草丈は20 - 50cmくらいで、茎は直立して通常分枝はなく、剛直である。花は4月から5月に開花し、数輪から十数輪穂状花序または散形花序につき、花径は2 - 3cmで、花色は赤・黄色・白・ピンク・紅、紫など豊富で、複色のものもある。花は普通横向きに咲くが、同じ向きに咲くものと、螺旋状に向きが違うものがある。

## 栽培
秋に植え付けると半月から一ヶ月で発芽する。冬の間、日当たりがよい、排水の良いところを好む。東京付近では栽培に霜よけが必要である。また、連作を嫌うので、露地植えでは、数年間アヤメ科の植物を栽培したことのないところに植える。植え付ける間隔は、路地植えでは株間10cmくらい、鉢植えでは6寸鉢に5 - 7球植えられる。覆土は、露地植えで5cm、鉢植えでは球根が見えなくなる程度でよい。無霜地帯では、植えっぱなしでも数年花が咲くが、寒い地方では、花の後に新しい球根を形成しないことが多い。

## ギャラリー

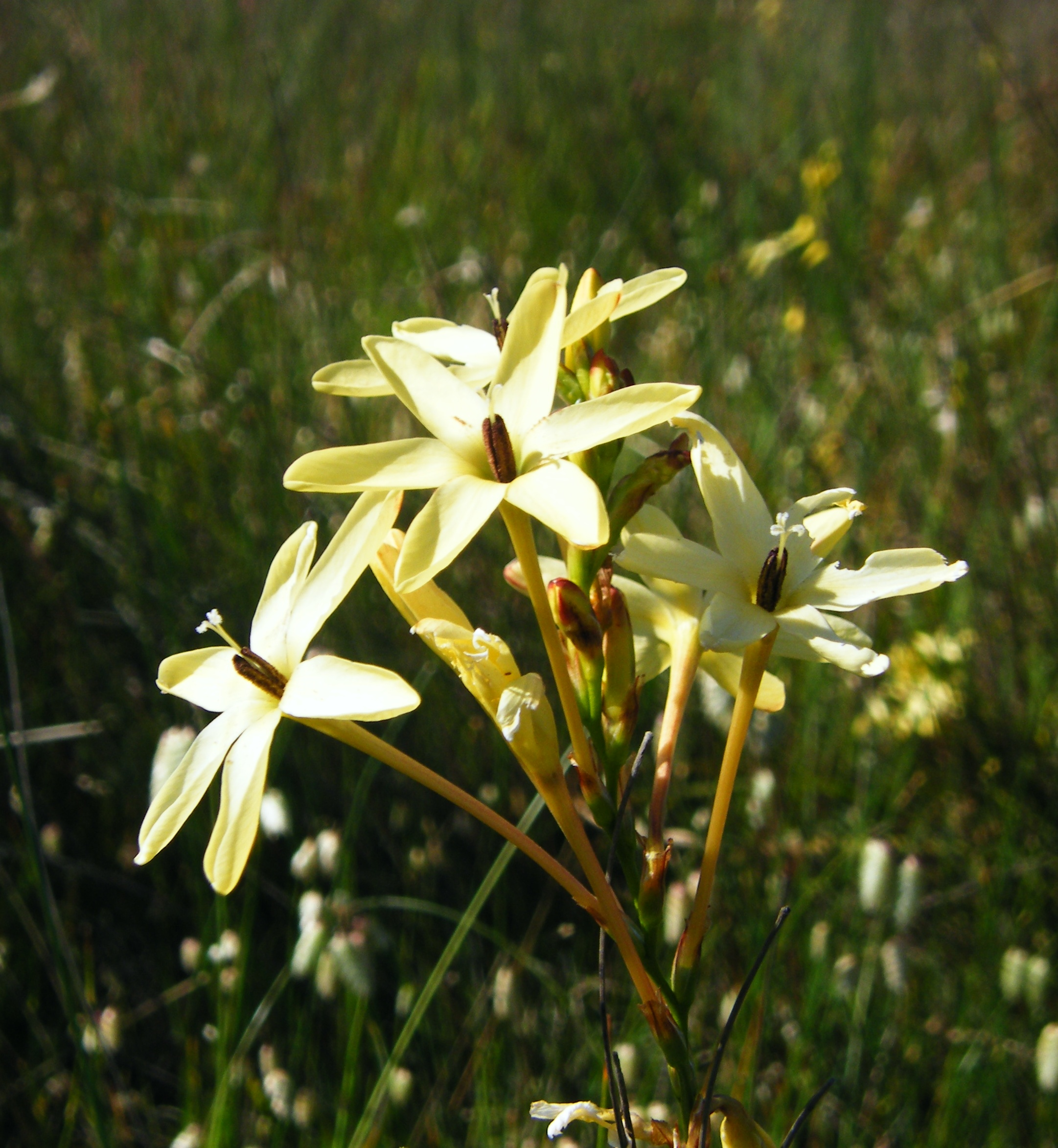
Ixia paniculata（ケープタウンの自生地）
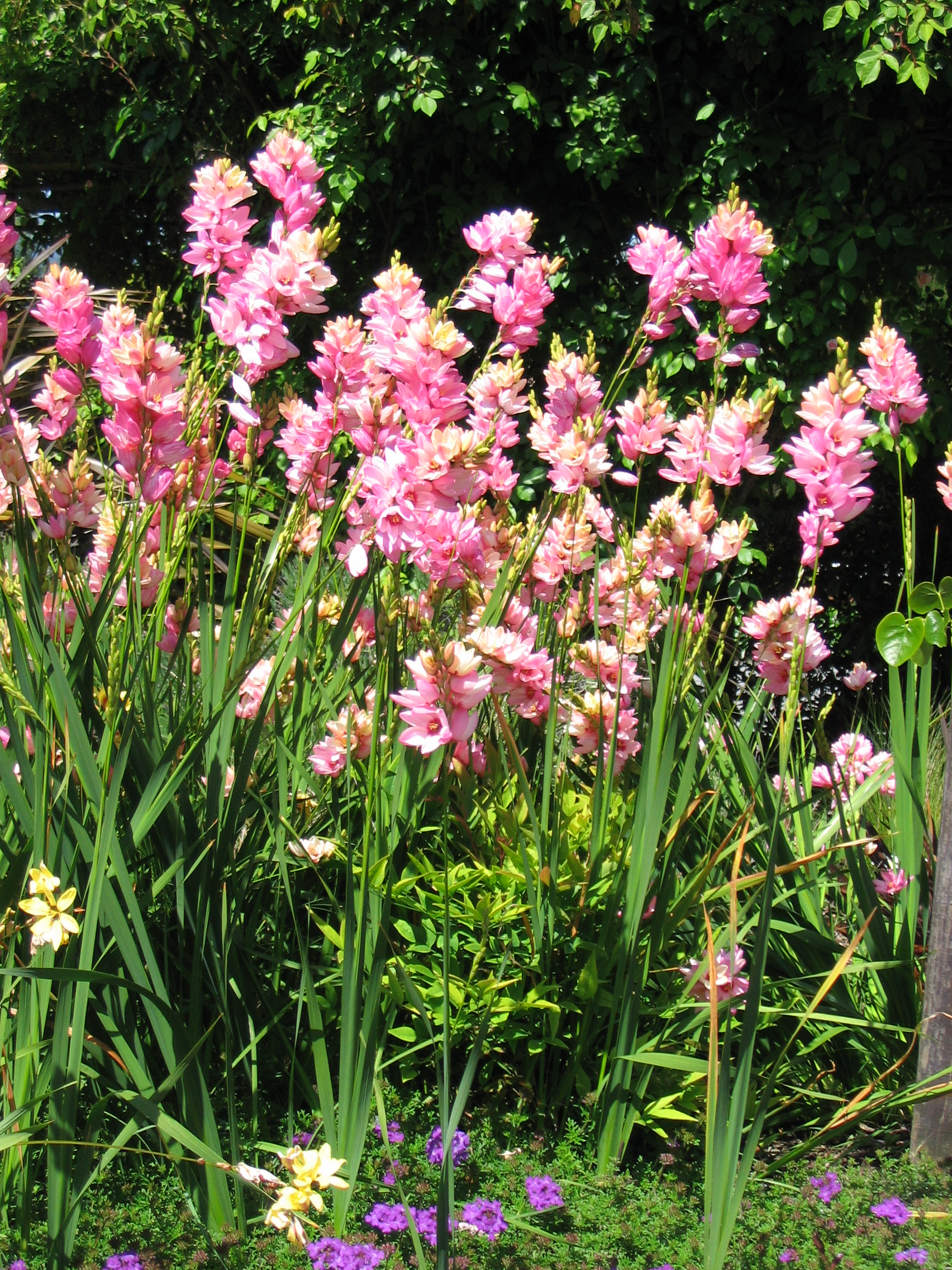
栽培種
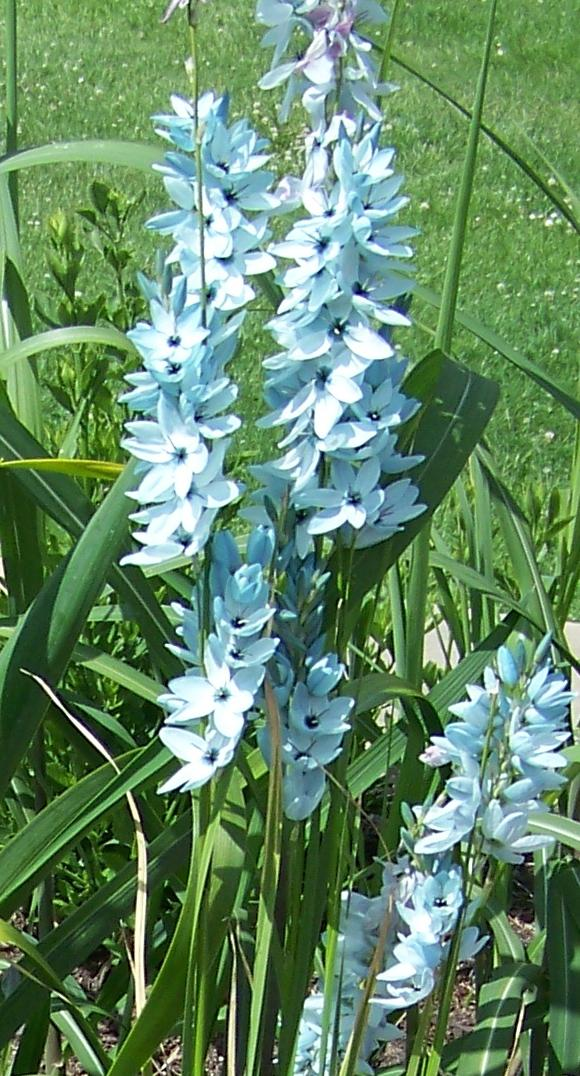
I. viridiflora（植物園の栽培株）
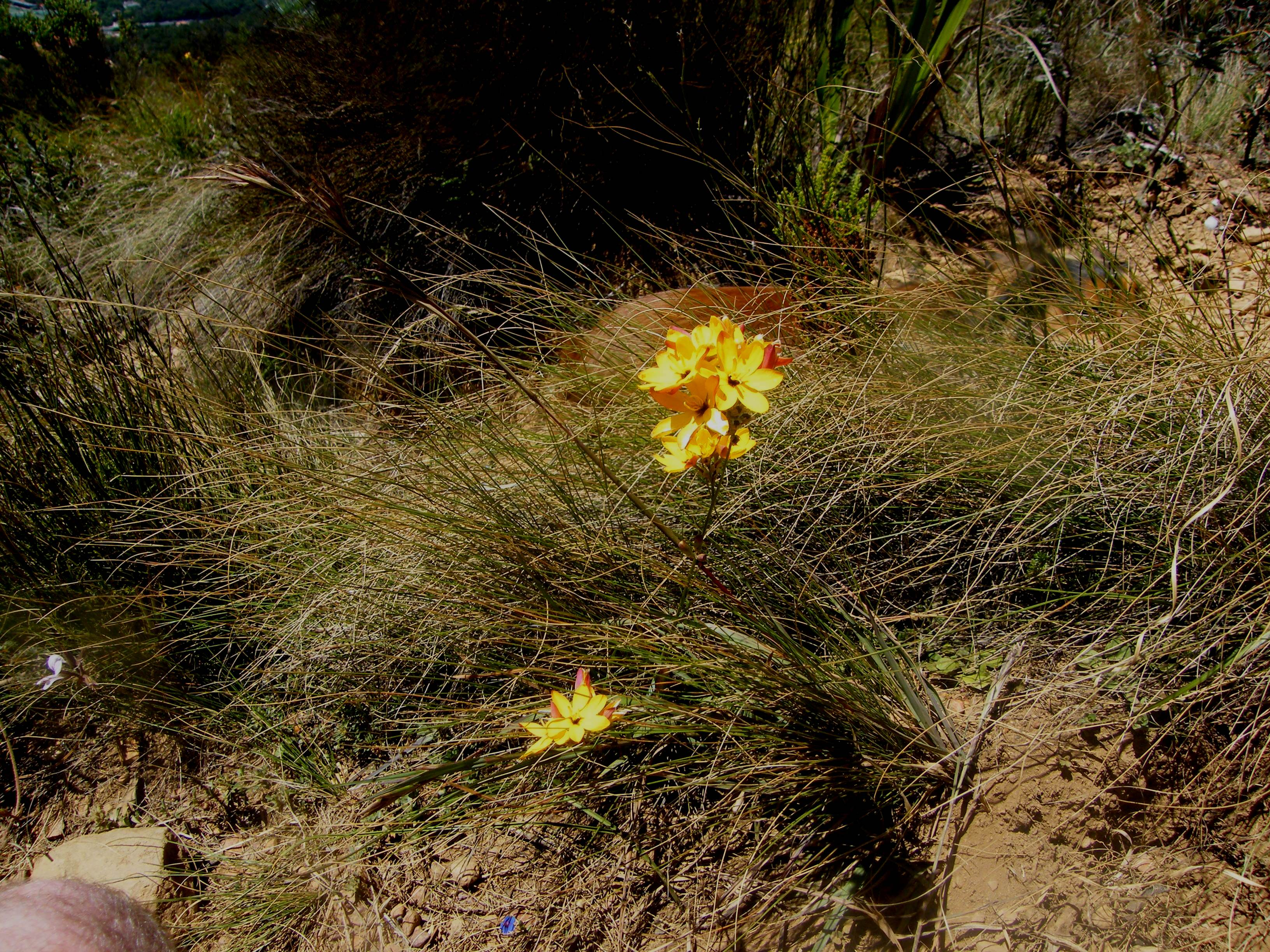
I. dubiaの生育環境（ケープタウン）
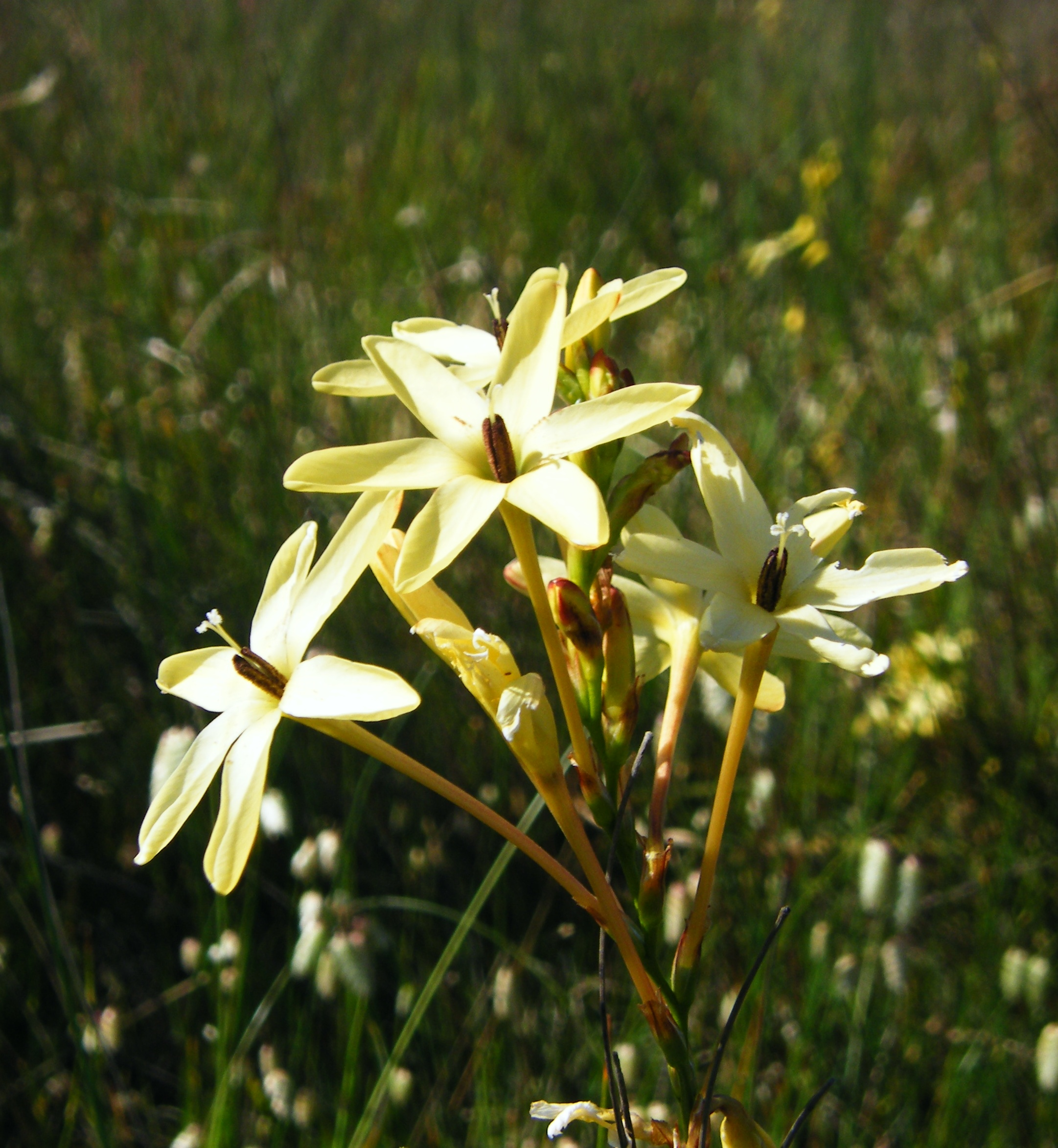
I. paniculataの花（ケープタウン）

## 似た名前の植物
和名は「ヤリズイセン属」で、葉が槍状で、花の付き方が房咲きスイセンに似ていることによる。しかし、ヒガンバナ科のスイセンとは全く関係はなく、シンボルである副冠ももっていない。
また、似た名前の属にイキシオリリオン属があるが、これも現在は単型のイキシオリリオン科の植物で、本属とは遠縁である。